# 馬克·范羅斯瑪倫
馬克·范·羅斯瑪倫（Marc van Roosmalen）於1947年7月24日出生在荷蘭的蒂爾堡，之後在巴西的馬瑙斯成長，是一個靈長目學家。范·羅斯瑪倫於2000年被時代雜誌選為「行星英雄」（Heroes of the Planet）。他的工作讓好幾個新發現的靈長目動物得以命名，也發現了其他許多的動物和植物，雖然有部份發現被認為是可疑的、不可信的，或是和證據相矛盾的。范·羅斯瑪倫亦是個積極保護巴西熱帶雨林的行動者。他在1997年從伯恩哈特王子手中獲頒金方舟勳章。